# Ian Curtis

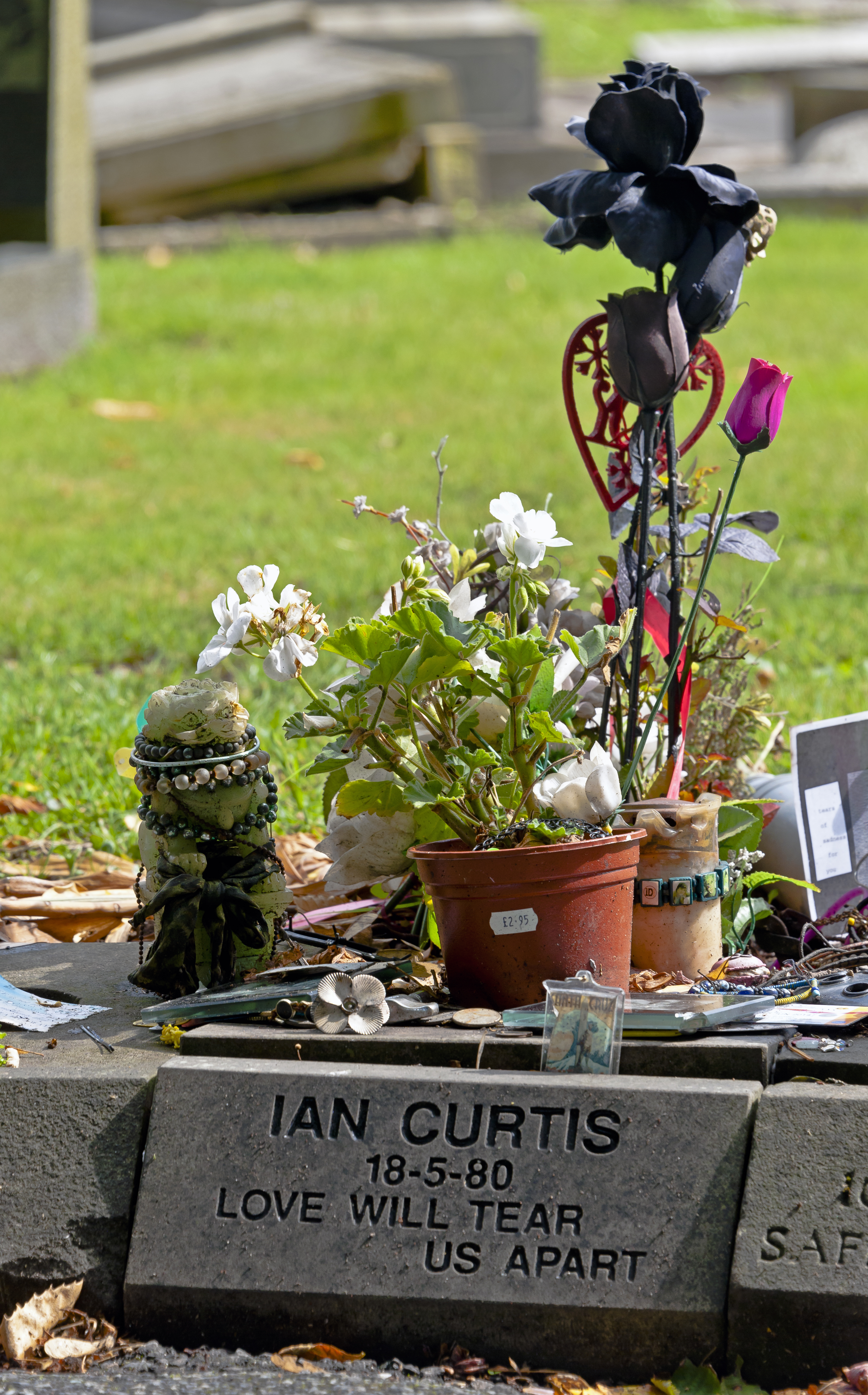
Ian Curtis grav på kyrkogården i Macclesfield där hans kremerade kvarlevor gravsattes.

Ian Kevin Curtis, född 15 juli 1956 i Stretford, Greater Manchester (i dåvarande Lancashire), död 18 maj 1980 i Macclesfield, Cheshire, var en brittisk sångare och låtskrivare i postpunk-bandet Joy Division. 

## Biografi
Curtis var son till polismannen Kevin och dennes hustru Doreen. Han bestämde sig tidigt för att bli musiker, även om han aldrig lade ner någon tid på att lära sig sjunga eller spela något instrument. Han bildade ett band tillsammans med Bernard Sumner, Peter Hook och Stephen Morris 1977. Till en början kallade de sig för Warsaw, men när de började bli kända blev de tvungna att byta namn, då det redan fanns ett punkband i London som hette Warsaw Pakt. De valde namnet Joy Division vilket var namnet på de baracker med judiska sexslavar som fanns i Nazitysklands koncentrationsläger.
Ian Curtis begick självmord genom hängning den 18 maj 1980. Joy Division skulle dagen efter ha åkt på USA-turné. En uppgift som beskriver skedet före självmordet är att han hade tittat på Werner Herzogs film Stroszek varje dag i flera månader innan och att Iggy Pops The Idiot hade snurrat i hans skivspelare samma kväll som han begick självmord. Curtis komplicerade liv gjordes inte lättare av att han led av epilepsi och att han hade ett kärleksförhållande vid sidan om familjen.

## Böcker och film
Ian Curtis fru, Deborah Curtis, skrev boken Exorcise One: Ian Curtis. Senare ändrades namnet till Touching From a Distance: Ian Curtis and Joy Division (svensk titel: Beröring långt ifrån), vilket man kallar boken för idag. Det har skrivits många böcker om Joy Division och Ian Curtis, men detta är nog den mest kända. En film som baseras på hennes bok har gjorts. Den heter Control, är regisserad av fotografen Anton Corbijn (som tidigt arbetat med Joy Division) och hade premiär på Cannesfestivalen den 17 maj 2007. Rollen som Ian Curtis spelades av Sam Riley. Ian Curtis porträtteras också i filmen 24 Hour Party People från 2002, som skildrar musiklivet i Manchester vid tiden för skivbolaget Factorys uppgång och fall. I den filmen spelades Ian Curtis av Sean Harris.